# Меточный расходомер
Ме́точный расходоме́р — один из типов расходомеров, предназначенный для измерения массового или объёмного расхода жидких или газообразных сред путём определения скорости потока через сечение канала, причём скорость определяется по времени переноса на известное расстояние каких-либо меток, искусственно вводимых в поток или изначально присутствующих в потоке.

## Принцип действия
Принцип действия меточных расходомеров основан на измерении времени переноса метки потоком. Метки либо искусственно вводятся в поток, либо изначально присутствуют в потоке, например, пузырьки газа или твёрдые частицы в потоке жидкости.
Приборы с искусственно вводимыми в поток метками состоят из генератора меток и датчиков прохождения меток в зоне чувствительности датчика.

## Виды искусственно вводимых меток и датчики меток
Искусственно вводимые метки — либо в поток импульсно вводится небольшая порция вещества-индикатора, либо локально изменяют параметры самого вещества потока. Такие метки подразделяются на:
Радиоактивные
В поток импульсно вводится небольшая по сравнению с расходом доза радиоактивного вещества, содержащего небольшое количество какого-либо радиоактивного изотопа, обычно обладающего гамма-радиоактивностью. Датчиками метки являются детекторы ионизирующего излучения. В качестве радиоактивного изотопа выбирают изотопы с малым периодом полураспада, например, индий-111 с периодом полураспада 2,8 суток для снижения последующего радиоактивного загрязнения измеряемой среды.
Физико-химические
Генератор меток каким-либо образом локально изменяет параметры потока таким образом, чтобы применённый датчик метки мог определить изменение этого параметра. К таким меткам относят:
- примесные — например, для измерения расхода пресной воды применяют впрыск в поток концентрированного раствора поваренной соли. Примесь соли существенно повышает электропроводность воды и это изменение проводимости регистрируется измерителем электросопротивления. В потоки газа вводят какой-либо легкокипящий фреон, тетрахлорид углерода или иной легкодетектируемый газ. Датчиками меток служат течеискатели;
- ионизационные — в газовом потоке создаётся область ионизированного газа, создаваемая либо электрической искрой, либо сильным локальным нагревом до термоионизации (например лазерной искрой), либо источником ионизирующего радиоактивного излучения. Датчик метки — измеритель электропроводности газа;
- тепловые — генератор метки импульсно локально нагревает поток, например, импульсным накалом проволоки, а датчиком метки служит быстродействующий термометр;
- оптические — в поток вносится оптическая неоднородность, отличающаяся от потока оптическими свойствами, например, цветом, показателем преломления или рассеивающими свойствами, при этом применяют тот или иной оптический датчик;
- ЯМР (ядерно-магнитно-резонансные) — обычно применяют протонный ЯМР. При прохождении участка с сильным магнитным полем ядерные моменты протонов водорода ориентируются по полю, а будучи вынесены потоком из этого локального магнитного поля, ЯМР-метки затем детектируются по электромагнитному излучению, образующегося от переориентации магнитных моментов протонов в магнитном поле с другим направлением вектора напряжённости.

## Определение расхода
Информативным параметром является время переноса метки потоком от источника ввода метки к первичному преобразователю, установленному дальше по ходу потока, либо по прохождению метки против двух датчиков метки с известным расстоянием между ними. Таким образом измеряется скорость среды в канале, а по скорости и известному поперечному сечению канала — объёмный расход среды.
Без учета второстепенных факторов, например, неравномерности поля скоростей по сечению потока, время переноса связано с расходом следующим образом:
{\displaystyle \tau =L/v,}
где {\displaystyle \tau } — время переноса, с;
{\displaystyle L} — длина контрольного участка, м;
{\displaystyle v} — скорость потока, м/с.
По измеренной скорости потока и известному сечению канала {\displaystyle S} определяется объёмный расход {\displaystyle Q}:
{\displaystyle Q=v\cdot S.}